# مسجد سرحوض
مسجد سرحوض مربوط به دوره زند تا دوره قاجار است و در شهرستان صدوق، بخش مرکزی، دهستان رستاق، روستای عزاباد واقع شده و این اثر در تاریخ ۲۶ اسفند ۱۳۸۶ با شمارهٔ ثبت ۲۲۱۲۷ به‌عنوان یکی از آثار ملی ایران به ثبت رسیده است.